# Марингарр
Марингарр (Marenggar, Maringa, Maringarr) — австралийский аборигенный язык, на котором говорит народ марингарр на Северной территории к югу от реки Мойле, юго-западнее города Дарвин в Австралии. У языка есть диалект маранунггу. Также есть ещё диалект марти-ке (Magadige, Magati Gair, Magati-Ge, Marti Ke, Mati Ke), на котором говорят на Северной территории, в городе Вадейе, на побережье южнее устья реки Мойле к Порт-Китс, юго-западнее города Дарвин.